# J. D. Pardo
Jorge Daniel Pardo (n. 7 septembrie, 1980) este un actor de origine americană, cunoscut pentru interpretarea rolului Edward Araujo, Jr./Gwen Amber Rose Araujo din filmul O fată ca mine.

## Filmografie

### Televiziune
- Revolution